# Piotr Bujnarowski
Piotr Bujnarowski (ur. 4 lipca 1972 w Toruniu) - wioślarz, prawnik, olimpijczyk z Barcelony 1992 i Atlanty 1996. 
Był dwukrotnym akademickim mistrzem świata w czwórkach podwójnych (na dystansie 500 i 1000 m) w roku 1992 w Poznaniu. Reprezentował AZS Toruń.

## Osiągnięcia
- 1990 - 4. miejsce w mistrzostwach świata juniorów w czwórce podwójnej
- 1992 - 11. miejsce na igrzyskach olimpijskich w czwórce podwójnej
- 1993 - 4. miejsce na mistrzostwach świata w czwórce podwójnej
- 1993 - 3. miejsce na letniej uniwersjadzie w czwórce podwójnej
- 1994 - 8. miejsce na mistrzostwach świata w czwórce podwójnej
- 1995 - 10. miejsce na mistrzostwach świata w czwórce podwójnej
- 1996 - 9. miejsce na igrzyskach olimpijskich w czwórce podwójnej